# NCSM Max Bernays (NPEA 432)
Le NCSM Max Bernays (NPEA 432) est le troisième patrouilleur hauturier de classe Harry DeWolf de la Marine royale canadienne. La classe est dérivée du projet de navire de patrouille extracôtier de l’Arctique (NPEA) dans le cadre de l’Approvisionnement national en matière de construction navale et est principalement conçue pour la patrouille et le soutien dans les régions arctiques du Canada.

## Conception
Les navires de patrouille extracôtiers de la classe Harry DeWolf sont conçus pour être utilisés dans les régions arctiques du Canada à des fins de patrouille et de soutien dans la zone économique exclusive du Canada. Le navire mesure 103,6 m de longueur hors tout et 19,0 m de largeur. Il a un déplacement de 6615 tonnes. Il dispose d’un pont avant fermé qui protège les machines et les espaces de travail des climats arctiques. Le navire a une propulsion Diesel-électrique composée de quatre générateurs électriques Diesel à quatre temps MAN 6L32/44CR de 3,6 mégawatts (4800 ch) et de deux moteurs électriques de propulsion d’une puissance nominale de 4,5 mégawatts (6000 ch) entraînant deux arbres d'hélice. Le NCSM Max Bernays est capable de naviguer à 17 nœuds (31 km/h) en eau libre et à 3 nœuds (5,6 km/h) dans la glace de mer de 1 mètre d’épaisseur. Le navire est également équipé d’un propulseur d'étrave pour faciliter les manœuvres d’accostage sans nécessiter l’assistance d’un remorqueur. Il a une autonomie de 6800 milles marins (12600 km) en carburant et de 120 jours en vivres. Le NCSM Max Bernays est équipé d’ailerons stabilisateurs pour réduire le roulis en eau libre, qui peuvent être rétractés lors de la navigation dans la glace,.
Le NCSM Max Bernays est capable d’être déployé avec plusieurs types de charge utile, notamment des conteneurs d’expédition, du matériel de relevés sous-marins ou des péniches de débarquement. Les opérations de manutention sont facilitées par une grue d’une capacité de 20 tonnes pour le chargement et le déchargement. Le navire est équipé d’un hangar à véhicules pouvant accueillir des camionnettes, des véhicules tout-terrain et des motoneiges. Il dispose également de deux canots de sauvetage multirôles de 8,5 mètres de long, capables de dépasser 35 nœuds (65 km/h). Le navire est armé d’un canon BAE Mk 38 de 25 mm et de deux mitrailleuses Browning M2. Il dispose d’un hangar fermé et d’un pont d'envol pour des hélicoptères de la taille d’un Sikorsky CH-148 Cyclone. Le NCSM Max Bernays a un équipage de 65 personnes et des capacités de logement pour 85, ou 87 personnes.

## Construction et carrière
La quille du patrouilleur a été posée le 5 décembre 2018 par Irving Shipbuilding à Halifax (Nouvelle-Écosse). Le navire a été lancé le 23 octobre 2021 et livré à la Marine royale canadienne le 2 septembre 2022. La cérémonie de baptême a eu lieu le 29 mai 2022, en même temps que celle de son navire-jumeau le NCSM Margaret Brooke (NPEA 431). Le navire a commencé ses essais en mer en juillet 2022. Il a été livré à la MRC en septembre 2022 pour des essais d'acceptation. Il a été indiqué qu’il serait le premier navire de sa classe à être basé dans la région du Pacifique, à compter de 2023,.
Le 11 mars 2024, le NCSM Max Bernays a quitté Halifax pour son nouveau port d'attache à Esquimalt, en Colombie-Britannique, avec les Forces maritimes du Pacifique. Le navire a été mis en service le 3 mai 2024 en présence de la princesse royale Anne. À la mi-2024, le NCSM Max Bernays a participé à l’exercice multinational RIMPAC 2024 avec le navire ravitailleur MV Astérix et la frégate Vancouver.